# Squadre di ginnastica ritmica ai Giochi della XXVII Olimpiade
Di seguito l'elenco delle ginnaste convocate per i Giochi della XXVII Olimpiade.

## Formazioni
Note: in corsivo le riserve.
| Bielorussia      |                  |
| Ginnasta         | Data di nascita  |
| Tat'jana Anan'ko | 26 giugno 1984   |
| Tat'jana Belan   | 10 novembre 1982 |
| Anna Hlazkova    | 29 luglio 1981   |
| Irina Il'enkova  | 10 aprile 1980   |
| Marija Lazuk     | 15 ottobre 1983  |
| Ol'ha Puževič    | 17 marzo 1983    |

| Brasile            |                  |
| Ginnasta           | Data di nascita  |
| Dayane Camilo      | 15 dicembre 1977 |
| Camila Ferezin     | 18 aprile 1977   |
| Natália Scherer    | 28 ottobre 1985  |
| Flávia de Faria    | 29 gennaio 1982  |
| Alessandra Ferezin | 7 aprile 1976    |
| Thalita Nakadomari | 11 maggio 1985   |

| Bulgaria           |                  |
| Ginnasta           | Data di nascita  |
| Gabriela Atanasova | 16 novembre 1983 |
| Žaneta Ilieva      | 3 ottobre 1984   |
| Proletina Kalčeva  | 11 dicembre 1979 |
| Eleоnora Kežova    | 28 dicembre 1985 |
| Galina Marinova    | 20 aprile 1985   |
| Kristina Rangelova | 24 gennaio 1985  |

| Francia             |                  |
| Ginnasta            | Data di nascita  |
| Anne Sophie Doyen   | 27 novembre 1983 |
| Anne-Laure Klein    | 14 novembre 1983 |
| Anne-Sophie Lavoine | 20 giugno 1981   |
| Laetitia Mancieri   | 19 aprile 1983   |
| Magalie Poisson     | 9 marzo 1982     |
| Vanessa Sauzede     | 22 agosto 1982   |

| Germania           |                   |
| Ginnasta           | Data di nascita   |
| Friederike Arlt    | 7 settembre 1984  |
| Susan Benicke      | 14 settembre 1981 |
| Jeanine Fissler    | 12 ottobre 1980   |
| Selma Neuhaus      | 16 ottobre 1981   |
| Jessica Schumacher | 13 gennaio 1983   |
| Annika Seibel      | 30 novembre 1983  |

| Giappone       |                  |
| Ginnasta       | Data di nascita  |
| Ayako Inada    | 24 luglio 1982   |
| Yukari Mizobe  | 27 dicembre 1979 |
| Yukari Murata  | 9 ottobre 1981   |
| Rie Nakashima  | 21 marzo 1980    |
| Masami Nakata  | 28 maggio 1981   |
| Madoka Okamori | 4 giugno 1979    |

| Grecia             |                   |
| Ginnasta           | Data di nascita   |
| Eirīnī Aindilī     | 11 marzo 1983     |
| Eva Christodoulou  | 27 settembre 1983 |
| Maria Geōrgatou    | 10 maggio 1984    |
| Zara Karyamī       | 7 aprile 1983     |
| Charikleia Pantazī | 18 marzo 1985     |
| Anna Polatou       | 8 ottobre 1983    |

| Italia            |                   |
| Ginnasta          | Data di nascita   |
| Elena Amato       | 5 novembre 1983   |
| Eva D'Amore       | 18 settembre 1981 |
| Silvia Gregorini  | 18 febbraio 1983  |
| Noemi Iezzi       | 5 novembre 1982   |
| Roberta Lucentini | 2 dicembre 1983   |
| Arianna Rusca     | 8 gennaio 1981    |

| Russia           |                  |
| Ginnasta         | Data di nascita  |
| Irina Belova     | 28 dicembre 1980 |
| Natal'ja Lavrova | 4 agosto 1984    |
| Marija Netesova  | 26 maggio 1983   |
| Elena Šalamova   | 4 luglio 1982    |
| Vera Šimanskaja  | 10 aprile 1981   |
| Irina Zil'ber    | 18 novembre 1983 |

| Spagna            |                 |
| Ginnasta          | Data di nascita |
| Igone Arribas     | 22 luglio 1983  |
| Marta Calamonte   | 30 luglio 1982  |
| Lorena Guréndez   | 7 maggio 1981   |
| Carolina Malchair | 31 maggio 1982  |
| Beatriz Nogalez   | 3 marzo 1983    |
| Carmina Verdú     | 9 aprile 1983   |